# إيفان بايه
إيفان بايه (بالإنجليزية: Evan Byah) سياسي ومحامي أمريكي ديمقراطي، خدم كسناتور عن ولاية إنديانا الأمريكية من العام 1999 وحتى العام 2011، كما شغل منصب الحاكم في الولاية نفسها من العام 1989 وحتى العام 1997.